# Associated Dry Goods
Associated Dry Goods Corporation (ADG) was een Amerikaanse warenhuisketen die in 1986 fuseerde met May Department Stores. Het werd opgericht in 1916 als een vereniging van onafhankelijke winkels genaamd American Dry Goods, gevestigd in New York.

## Geschiedenis
De keten begon toen Henry Siegel, die warenhuis Siegel-Cooper Company in Chicago had opgericht, in het begin van de twintigste eeuw financiering kreeg van Goldman Sachs voor een winkel in New York. Uiteindelijk werden de overblijfselen van de keten samengevoegd met de warenhuizen H.B. Claflin & Company, Lord & Taylor, Stewart & Co., Hengerer's en J.N. Adam & Co. (met financiering van JP Morgan & Company), om zo samen Associated Dry Goods op te richten. De andere winkels werden verzelfstandigd tot Mercantile Stores Co.
In de jaren 1950, de jaren 1960 en de jaren 1970 bleef ADG groeien door middel van acquisities. In de jaren zeventig creëerden ze een nieuw warenhuis in St. Petersburg, Florida, Robinson's of Florida. ADG was echter het meest bekend om zijn luxe Lord & Taylor-divisie in New York, met meer dan 84 vestigingen in het hele land. Lord & Taylor was de grootste en meest winstgevende divisie van ADG.
In het begin en midden van de jaren 1980 probeerde ADG zijn warenhuizen te rationaliseren en zich te concentreren op snelgroeiende gebieden. Verschillende van de niet-winstgevende warenhuisketens werden verkocht of gesloten. Ze fuseerden Hengerer's uit Buffalo en Sibley's uit Rochester in 1981. In 1983 werden H.& S. Pogue Co. uit Cincinnati (5 locaties) en L. S. Ayres uit Indianapolis gefuseerd. In 1983 werd tevens The Diamond-divisie met 2 vestigingen in West Virginia verkocht aan Stone & Thomas.
In 1984 werd Stix Baer & Fuller uit Saint Louis (Missouri) met 12  vestigingen verkocht aan Dillard Department Stores. Ook werd in 1984 de in Baltimore gevestigde Stewart & Company -divisie samengevoegd met de Caldor-divisie. De Powers Dry Goods Company (9 locaties) uit Minneapolis werd in 1985 verkocht aan The Donaldson Co.-divisie van Allied Stores. Begin 1986 fuseerden de in Louisville gevestigde Stewart Dry Goods-divisie met de in Indianapolis gevestigde L.S. Ayres & Co.-divisie.

## Warenhuisdivisies

### Oprichtende winkels
Een aantal warenhuizen en warenhuisketens maakten vanaf de start van Assiociated Dry Goods deel hiervan uit:
- Hahne & Co. uit Newark
- William Hengerer Co. uit Buffalo, opgericht in 1874
- J.N. Adam & Co. uit Buffalo, opgericht in 1881
- Lord & Taylor uit New York, voorloper opgericht in 1826
- Stewart & Co.

### Latere aanwinsten
Na de oprichting werden diverse warenhuizen en warenhuisketens gekocht:
- 1956 - The Diamond (warenhuis) uit Charleston, West Virginia
- 1957 - J.W. Robinson Co. uit Los Angeles
- 1957 - Sibley, Lindsay & Curr Co. uit Rochester, en filialen, opgericht in 1868
- Dey Brothers uit Syracuse, New York
- 1959 - Erie Dry Goods Co./Boston Store uit Erie, Pennsylvania
- 1962 - H. & S. Pogue Co. uit Cincinnati
- 1963 - Goldwater's uit Phoenix
- 1966 - Stix Baer & Fuller uit Saint Louis
- 1966 - Denver Dry Goods Co. uit Denver, Colorado
- 1970 - Robinson's of Florida uit Saint Petersburg
- 1972 - L.S. Ayres & Co. uit Indianapolis
- 1972 - Sycamore Specialty Stores (een divisie van L.S. Ayres & Co.)
- 1972 - Ayr-Way (een divisie van L.S. Ayres & Co.)
- 1972 - Joseph Horne Company uit Pittsburgh
- 1972 - Stewart Dry Goods Co. uit Louisville
- 1981 - Caldor

### Ketenafstotingen, sluitingen en fusies van divisies
Verschillende warenhuisdivisies werden afgestoten of gesloten voorafgaand aan de fusie in 1986 met May Department Stores:
- 1981 - Hengerer's uit Buffalo werd samengevoegd met het in Rochester gevestigde Sibley's
- 1983 - H. & S. Pogue Co. uit Cincinnati werd samengevoegd met het in Indianapolis gevestigde L.S. Ayres & Co.
- 1983 - The Diamond, uit Charleston werd verkocht aan Stone & Thomas
- 1984 - Stewart & Company uit Baltimore wordt samengevoegd met de Caldor -discountafdeling
- 1984 - Stix Baer & Fuller uit Saint Louis werd verkocht aan Dillard Department Stores
- 1985 - The Powers Dry Goods Co. uit Minneapolis werd verkocht aan  The Donaldson Co. van Allied Stores
- 1986 - Stewart Dry Goods uit Louisville werd samengevoegd met het in Indianapolis gevestigde L.S. Ayres & Co.

## Overname door May Department Stores
ADG werd in oktober 1986 overgenomen door de May Department Stores Company voor 2,2 miljard dollar. In die tijd werd het beschouwd als de duurste aankoop in de geschiedenis van de detailhandel. Na 1986 werden de meeste voormalige ADG-warenhuizen overgeheveld naar de eigen divisies van May, met uitzondering van het chique Lord & Taylor, dat lange tijd trendsettend was en beschouwd werd als het kroonjuweel van ADG. Toen May in 1986 ADG verwierf,  werd aangenomen dat het May alleen te doen was de luxe Lord & Taylor-divisie in handen te krijgen.
Tijdens het laatste jaar van exploiteerde ADG meer dan 155 warenhuizen, naast Caldor (een luxe discountketen in het noordoosten) en Loehmann's (een discountketen).

### Integratie van ADG-divisies
Na de ADG-fusie heeft de May Company elk van de voormalige ADG-divisies afgestoten of samengevoegd zijn eigen warenhuisdivisies:
- 1986 - Joseph Horne Co. werd verkocht aan een investeerdersgroep  uit Pittsburgh vanwege een mogelijke antitrustzaak door de stad Pittsburgh
- 1987 - Denver Dry Goods Co. werd omgezet in May D&F
- 1987 - Robinson's of Florida, werd verkocht aan Maison Blanche/Goudchaux Co. uit Baton Rouge, Louisiana, om te worden geëxploiteerd als Maison Blanche -winkels
- 1988 - Loehmann's werd verkocht aan een groep investeerders onder leiding van het Spaanse concern Sefinco Ltd., en de Sprout Group, een divisie van Donaldson, Lufkin & Jenrette
- 1989 - Goldwater's fuseerde met J.W. Robinson's, May Company California, en May D&F
- 1989 - Hahne & Co. werd omgezet in Lord & Taylor
- 1990 - Caldor werd verkocht in leveraged buy-out
- 1991 - L.S. Ayres fuseerde tot Famous-Barr, maar bleef opereren onder de naam L.S. Ayres
- 1986 - H & S Pogue werd in 1983 door ADG omgebouwd tot L.S. Ayres en werd verkocht aan Hess's & J.C. Penney
- 1987 - Stewart Dry Goods Co. was in 1984 door ADG omgebouwd in L.S. Ayres en werd verkocht aan Hess's
- 1992 - Sibley's werd omgebouwd tot Kaufmann's
- 1992 - J.W. Robinson's fuseerde met May Company California om Robinsons-May te vormen

Lord & Taylor, de laatst overgebleven formule, is in 2021 omgebouwd naar een online-warenhuis.